# Авимета 88
Авимета 88 (фр. AviMéta 88) је француски ловачки авион који је производила фирма Авимета (фр. AviMéta). Први лет авиона је извршен 1926. године. 

Израђен је само прототип због промене војног требовања.
Највећа брзина у хоризонталном лету је износила 240 km/h. Размах крила је био 17,0 метара а дужина 9,76 метара. Маса празног авиона је износила 150 килограма а нормална полетна маса 00 килограма. Био је наоружан са два 7,7-мм МАЦ (Викерс) и два Луис.

## Наоружање
| Наоружање авиона: Авимета 88   |     |
| Ватрено (стрељачко) наоружање  |     |
| Топ                            |     |
| Митраљез                       |     |
| Број и ознака митраљеза        | 4   |
| Калибар                        | 7,7 |
| Бомбардерско наоружање (бомбе) |     |
| Ракетно наоружање (ракете)     |     |

## Земље које су користиле авион
- Француска